# Une femme en péril (téléfilm)
Pour plus de détails, voir Fiche technique et Distribution.
Une femme en péril (My Name Is Kate) est un téléfilm américain réalisé par Rod Hardy, sorti en 1994.

## Synopsis
Pour sauver son mariage menacé, une femme accepte de suivre une cure de désintoxication,.

## Fiche technique
Sauf indication contraire, les informations mentionnées dans cette section peuvent être confirmées par la base de données cinématographiques IMDb,  présente dans la section « Liens externes ».
- Titre original : My Name Is Kate[3]
- Titre français : Une femme en péril
- Réalisation : Rod Hardy
- Scénario : George Eckstein
- Direction artistique : Eric Norlin et Jill Scott
- Décors : Riccardo Freda
- Costumes : Debra McGuire et Christine Mooney
- Photographie : David Connell
- Montage : Richard Bracken
- Musique : Charles Bernstein
- Casting : Cheryl Bayer
- Production : Harold Tichenor ; Ilene Amy Berg, Richard Holland et Donna Mills (exécutif)
- Sociétés de production : ABC Productions, Berger Queen Productions, Donna Mills Productions
- Sociétés de distribution : American Broadcasting Company (télévision)
- Pays d'origine :  États-Unis
- Langue originale : anglais
- Format : couleur - 35 mm - 1,33:1 - son stéréo
- Genre : Drame
- Durée : 120 minutes
- Dates de sortie :
  - États-Unis : 24 janvier 1994 sur ABC[4]
  - France : 28 janvier 1997 sur M6[5]
- Dates de sortie en VHS :
  - États-Unis : 23 mai 1994[6]
  - Québec : 3 octobre 1994[7]

## Distribution
- Donna Mills (VF : Annie Balestra) : Kate Bannister
- Daniel J. Travanti (VF : Bernard Woringer) : Hal Bannister
- Nia Peeples : Annie
- Ryan Reynolds (VF : Alexandre Gillet) : Kevin Bannister
- Deanna Milligan (en) (VF : Dorothée Jemma) : Carrie
- Babz Chula (en) : Nora
- Linda Darlow : Suzanne Cobb
- Eileen Brennan (VF : Anne Rochant) : Barbara Mannix
- Lovie Eli : Pam
- Tara Frederick (VF : Brigitte Aubry) : Jill
- Maxine Miller (en) : Doreen
- Merrilyn Gann : Janet, l'infirmière en chef
- Jaye Gazeley (VF : Georges Caudron) : Greg
- Jenn Griffin : Teddi
- Randi Lynne : Lisa
- Kevin McNulty : le conférencier
- Hiro Kanagawa : le Dr
- Deryl Hayes (VF : Bernard Bollet) : le barman

 Source et légende : version française (VF) sur RS Doublage